# Hornodden
Hornodden est un cap du sud-est de l'île de Kvitøya au Svalbard.

## Histoire
Il porte le nom du géologue et explorateur arctique Gunnar Horn qui fut le chef de l'expédition Bratvaag à Kvitøya en 1930.